# 特雷普托-克珀尼克
特雷普托-克珀尼克（德語：Treptow-Köpenick，德語：[ˈtʁeːpto ˈkøːpənɪk] ⓘ）是德國首都柏林的12個區之一，創建於2001年柏林行政區劃改革時，由特雷普托和克珀尼克兩個區合併創建。該區雖然是柏林面積最大的區，但也是人口密度最低的區。區內有蘇聯軍人紀念碑。

## 概述
在柏林的自治市中，它是人口密度最低的地區。約翰尼斯塔爾機場為德國第一個航空機場。特雷普托-克珀尼克憑藉天然地理條件，擁有柏林最大的森林區域、河道與湖泊以及FEZ休閒中心。特雷普托-克珀尼克西部的克羅伊茲伯格（Kreuzberg），以柏林另類文化中心地帶而聞名。 阿德勒斯霍夫科技園區，吸引了來自世界各地的科學家，為柏林重點培植的科學園區。

## 外部連結
- http://www.berlin.de/ba-treptow-koepenick/index.html （页面存档备份，存于）
- Official homepage of Berlin